# Осташ, Игорь Иванович
И́горь Ива́нович О́сташ (укр. Іго́р Іва́нович О́сташ; род. 4 августа 1959, Дулибы) — украинский политик и дипломат. Чрезвычайный и полномочный посол Украины в Ливане (2016—2022).

## Образование
Львовский университет имени Ивана Франко (1977—1982), филолог-славист. Киевский национальный университет имени Тараса Шевченко (1994—1998), «Правоведение».
Кандидат философских наук (1986).
Знает английский, болгарский, словацкий, польский, сербский и хорватский языки.

## Трудовая деятельность
В 1982—1985 годах — аспирант Института языкознания Национальной академии наук Украины.
В 1983—1988 годах — старший научный сотрудник, младший научный сотрудник Института языкознания Национальной академии наук Украины.
В 1988—1991 годах — научный секретарь отделения литературы, языков и искусства Национальной академии наук Украины.
В 1991—1994 годах — директор Международной школы украинистики Национальной академии наук Украины.
Проработал в Верховной раде Украины 12 лет — с 1994 по 2006 год.
С 1994 по 1998 год — заведующий секретариатом Комитета по иностранным делам Верховной рады Украины.
С 1998 по 1999 год — председатель подкомитета по вопросам международных договоров Комитета по иностранным делам Верховной рады Украины.
В парламенте Украины возглавлял комитет по иностранным делам с 1999 по 2002 год, был вице-президентом ОБСЕ с 1999 по 2005 год.
Во время конфликта вокруг Тузлы возглавлял парламентскую ВСК по обеспечению парламентского контроля за режимом государственной границы Украины в районе острова Коса Тузла (2003).
11 сентября 2006 года был назначен чрезвычайным и полномочным послом Украины в Канаде, где работал до 16 июня 2011 года.
С 24 октября 2006 по 16 июня 2011 года — представитель Украины при Международной организации гражданской авиации (ИКАО) по совместительству.
С 23 августа 2016 по 24 июня 2022 года — чрезвычайный и полномочный посол Украины в Ливанской Республике.

## Семья
Женат на Марине Гримич, у пары есть дочь Наталия и сын Даниил.